# Недвойственность
Недво́йственность — уровень видения мира и соответствующие ему теории, в которых физически (внешне, поверхностно) разделённые друг от друга объекты воспринимаются как метафизически единые и неделимые. Термин может относиться к уровню психофизиологии человека, где недвойственность восприятия предстаёт как уровень развития его сознания, либо к ментальному уровню, где использование недвойственного понимания мира является сугубо теоретическим и не обязательно подкреплено соответствующим ему уровнем развития сознания. Таким образом в одном случае недвойственность предстаёт как прямое ви́дение мира, практика, в другом — как чистая теория, концепция или модель.

## Понятие
Терминологически, английское слово non-duality происходит от латинского duo, что означает «два», и используется как перевод санскритского термина «адвайта». Однако, недвойственное восприятие или понимание прослеживается в разных традициях, поэтому является более широким, универсальным понятием, нежели термин «адвайта», указывающий на индо-ведическую традицию. Поэтому, их можно использовать в локальных случаях как синонимы, в более широком же плане следует понимать что адвайта является одним из недвойственных учений.
Недвойственность при этом рассматривается как понимание того, что дуализм, как и множественность являются иллюзорными явлениями и соответствующее этому пониманию состояние сознания. Дуалистическое мировидение связано с разделением чего-либо на субъекты и объекты и их противопоставлением друг другу, их якобы несовместимостью. Такое мышление ещё называется субъект-объектным. Пример дуалистических пар:
я/другой,
свой/чужой,
разум/тело,
мужчина/женщина,
добро/зло,
активность/пассивность,
дуализм/недвойственность и многое другое.
Недвойственность же, проявленная в философской, религиозной или научной точках зрения или теориях утверждает, что не существует фундаментального различия между субъектом и объектом, например — между сознанием (духом) и материей, или что весь феноменологический мир является иллюзией (при этом реальность описывается различными терминами: как Пустота; То, Что Есть; сознание Бога; Атман или Брахман). Не-теизм содержит схожую концептуальную и философскую информацию.
Многие традиции (как сейчас считается, зародившиеся в Азии, но возможно присутствующие в корне всех учений) утверждают, что истинное состояние или природа реальности недвойственна, и что все встречающиеся дихотомии либо нереальны, либо являются неточными описаниями, используемыми для удобства или локальных случаев. Хотя позиции по отношению к переживанию дуальности могут различаться, традиции недвойственности сходятся в том, что эго, или ощущение личной, отдельной сущности, её авторства действий и контроля, в своей основе считается иллюзией.
Недвойственность можно также рассматривать как практику, а именно практику обращения вопросов к «собственной» «сущности», как её описал Рамана Махарши, направленную на то, чтобы привести человека к осознанию недвойственной природы всего существующего.
Недвойственность может также относиться к одному из двух видов качеств. Одно из них — качество единства с реальностью, Богом, Абсолютом. Это качество познаваемо и может быть приобретено спонтанно и через практику обращения вопросов. Второе качество абсолютно по своей природе, или, если попытаться выразить это словами, "концептуальное отсутствие и «да» и «нет», как писал Вей У Вей[кто?]. Последнее качество находится за пределами качества единства. Его можно рассматривать как непознаваемое.
Досягаемость не имеет значения в отношении второго качества, упомянутого в предыдущем абзаце, поскольку, согласно этому качеству, основная часть его приобретения включает в себя осознание того, что в целом существование отдельного индивидуума, который мог бы достичь понимания недвойственности на самом деле просто иллюзорно. Достижение второго из этих качеств подразумевает угасание ощущения своего «я», которое было в этом поиске:
"В чём значение утверждения «никто не может достичь просветления?» …Просветление — это уничтожение «кого-то», кто «хочет» просветления. Если просветление присутствует, …это означает, что «кто-то» [то есть эго индивидуума], кто ранее хотел просветления, уничтожен. Поэтому ни"кто" не может достичь просветления, и ни"кто" не может им обладать. […] если вы получите миллион долларов, будет кто-то [то есть эго], кто будет обладать этим миллионом долларов. Но если вы ищете просветления, и оно происходит, не будет «кого-то» [то есть отдельного эго], чтобы обладать этим просветлением".

## Соотношения

### Недвойственность и монизм
Философская концепция монизма схожа с недвойственностью. Некоторые формы монизма утверждают, что все явления в действительности имеют одну и ту же суть. Другие формы монизма, в том числе атрибутивный монизм и идеализм являются концепциями, схожими с недвойственностью. Сама концепция недвойственности утверждает, что различные явления неразделимы, или что между ними нет чёткой границы, но они не являются одним и тем же. Различие между этими двумя точками зрения считается очень важным в учениях Дзэн, Мадхъямака и Дзогчен, которые по сути являются учениями недвойственности. Некоторые более поздние философские подходы также пытались расшатать традиционные дихотомии, считая их фундаментально безосновательными или неточными. Например, одна из типичных форм, деконструкция, заключается в критике бинарных оппозиций в тексте, в то время как проблематизация задаёт вопросы о контексте или ситуации, в которой возникают такие концепции как дуализм.

### Недвойственность и солипсизм
Недвойственность поверхностно напоминает солипсизм, но с точки зрения недвойственности солипсизм ошибается в том, что не подвергает исследованию саму субъективность. В результате тщательного исследования референта «я», то есть статуса человека как отдельного наблюдателя поля восприятия, оказывается, что эго точно так же подлежит сомнению, как солипсисты подвергают сомнению существование других разумов и остальной «внешний мир». (Один из способов увидеть это — обратить внимание на то, что вследствие проблемы, возникающей, когда субъективность становится объектом восприятия самой себя, невозможно получить подтверждение собственного существования от других, независимое существование которых уже является сомнительным с точки зрения солипсизма.) Недвойственность в конечном счёте предполагает, что референт «я» на самом деле является искусственной конструкцией (просто границей, отделяющей «внутреннее» от «внешнего», в определённом смысле), преодоление или выход за пределы которой является просветлением.

## Реальность как осознание
Для последователя Недвойственности реальность в конечном счёте не является ни физической, ни умственной, это невыразимое состояние или осознание. Эту первичную реальность можно назвать:
«Дух» (Шри Ауробиндо),
«Брахман» (Шанкара),
«Шива» (Абхинавагупта),
«Бог»,
«Шуньята» (Пустота),
«Одно» (Плотин),
«Сущность» (истинное «я», Self) (Рамана Махарши),
«Дао» (Лао Цзы),
«Абсолют» (Шеллинг)
«Недвойственное» (Ф. Г. Брэдли).
Рам Дасс называет её «третьим уровнем»; он утверждает, что никакая фраза не может этого описать, поэтому любая фраза подойдёт. Теорию Шри Ауробиндо называют Интегральная адвайта.
Необходимо указать, что, в принципе, ничего такого как недвойственная точка зрения, или теория, или переживание, на самом деле не может быть, возможно только осознание Единства или недвойственности. Никто не может утверждать, что переживает недвойственность, потому что сама концепция переживания зависит от различия между объектом и субъектом, что уже является дуальностью. Субъект переживает восприятие объекта, то есть чего-то отдельного от субъекта. Таким образом, точно передать словами это единство в принципе невозможно, слова могут быть только недостаточным указателем на осознание.
Кен Уилбер комментирует, что традиции недвойственности
«…более заинтересованы указывать на Недвойственное состояние Таковости, которое является не обособленным состоянием сознания, а просто основанием или пустотой, включающей в себя все состояния. [В них] есть огромное количество различных „указателей“, которые просто указывают на то, что уже происходит в вашем сознании в любом случае. Каждое ваше переживание уже является недвойственным, осознаёте вы это или нет. Поэтому вам не нужно изменять своё состояние сознания, чтобы обнаружить эту недвойственность. Любое состояние сознания, которое у вас есть, прекрасно подходит, потому что недвойственность в полной мере присутствует в каждом состоянии… речь о её распознавании. Распознавании того, что уже всегда присутствует. Изменение состояния бесполезно, даже отвлекает… субъект и объект на самом деле являются одним, и вам нужно просто осознать это… в вашем сознании уже есть всё, что для этого необходимо. Прямо сейчас вы смотрите непосредственно на ответ… но вы не узнаёте [его]. Кто-то приходит и указывает [на него], и тогда вы хлопаете себя по лбу и говорите: „Да, я же смотрел прямо на это…“
Нисаргадатта Махарадж, когда его спросили о том, как узнать, что кто-то приближается к этому пониманию, ответил так:
„Даже это опять является концепцией. Но я дам вам критерий, с помощью которого можно отчасти что-то оценить. Когда наступает этот этап, человек глубоко ощущает, что то, что делается, просто происходит, и он не имеет к этому никакого отношения, тогда что бы ни происходило, на самом деле этого не происходит — это становится глубоким убеждением. А то, что казалось бы, происходит, на самом деле тоже иллюзия. Это может быть решающим критерием. Другими словами, совершенно независимо от того, что происходит, человек больше не думает, что он живёт, но что жизнь живёт через него, и что бы он ни делал, он не делает это, но оно делается через него, вот это в некотором роде критерий“.

## В духовных традициях и религиях

### Адвайта-веданта

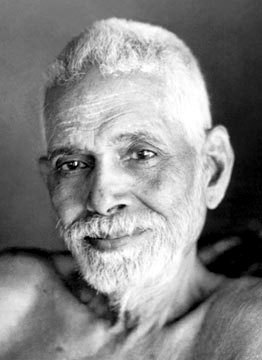
Рамана Махарши
(1879—1950)

Адвайта (санскрит: а — не; двайта — дуальный) — индийская традиция недвойственности, философским подразделением которой является адвайта-веданта, одна из ветвей индуизма. Принято считать что адвайта как система взглядов впервые была сформулирована Шри Ади Шанкарачарьей в VIII веке н. э. Большинство последователей Смарты придерживаются этой теории природы души (Брахмана).
Согласно Рамане Махарши, джняни (тот, кто осознал истинное „я“) не видит индивидуальное эго, и не воспринимает себя (или кого-то другого) как „делателя“. Это состояние осознания называется джняна, что означает „знание“ или „мудрость“, со ссылкой на концепцию о состоянии бытия, в котором человек пребывает в осознании Сущего. Боб Адамсон (Мельбурн, Австралия), который когда-то был студентом Нисаргадатты Махараджа, последователя традиции Наванат Сампрадайя, говорит, что „джняни“ — это „знающее присутствие“, пребывающее в каждом (из нас), но нам кажется, что отождествление с „содержанием разума“ скрывает это знание. Рамеш Балсекар замечает, что иллюзия личного существования и авторства действий (эго) обеспечивает возможность возникновения объектов восприятия:
„Сознание в покое“ не осознаёт себя. Оно начинает осознавать себя только когда возникает это внезапное переживание „я есть“, безличное ощущение осознания. И тогда „Сознание в покое“ превращается в „Сознание в движении“, Потенциальная энергия становится текущей энергией. Нет двух сознаний или энергий. Из Потенциальной энергии не возникает ничего отдельного… Этот момент наука называет Большим взрывом, а мистик называет его внезапным рождением осознания….»
Тем не менее, такие учителя как Адамсон указывают на тот факт, что содержание разума известно, оно распознаётся присутствием или сознанием, которое не зависит от содержания разума. Адамсон учит, что мы формируем свою личность на основании содержания разума (чувств, ощущений, надежд, мечтаний, мыслей), однако наша истинная сущность или природа — то, что наблюдает всё это — видящий, свидетель Самого Себя.

#### Классическая и современная школы
Адвайтические школы принято делить на классическую адвайта-веданту, вишишта-адвайту и неоадвайту. Представителями классической (древней) адвайта-веданты являются Шри Ади Шанкарачарья (788—820), Гаудапада (ок. V—VIII века н. э.) и их последователи. Несколькими веками позже получила распространение вишишта-адвайта, признающая реальность существования материального мира и частичную обособленность индивидуального «я» от всеобъемлющего Я (Брахмана). Таким образом, вишишта-адвайта занимает промежуточное положение между ортодоксальной адвайта-ведантой и двайтой. Основоположником и основным представителем вишишта-адвайты принято считать Рамануджу (ок. 1117—1137).
В конце XIX — начале XX века зародилась новая волна адвайты, именуемая как неоадвайта и являющаяся наиболее вольным толкованием постулатов классической адвайта-веданты. Её представители — Шри Рамана Махарши (1879—1950), Шри Нисаргадатта Махарадж(1897—1981), Пападжи (Харилал Шри Пунджа) (1910—1997), Рамеш Балсекар (1917—2009), Рам Цзы (Уэйн Ликерман, 1951), Мадукар (1957), Цезарь Теруэль (1969), Карл Ренц (1953) и многие другие. Из российских Мастеров адвайты можно выделить Свами Йога Камала, Свами Дхарма Сумирана, Свами Вишнудевананда Гири Джи Махараджа (Свами Вишну Дэва). Недвойственность присуща также мировосприятию Ильи Беляева, Евгения Багаева и некоторым другим российским авторам

### Буддизм
Все школы буддизма учат об «не-Я» (No-Self) (анатта на языке пали, анатман на санскрите). «Не-Я» в буддизме — это не недвойственность, но характеристика отсутствия постоянного, неделимого целого, будь то душа, ум, эго или Атман. Понятие недвойственности свойственно только школам Махаяны и не встречается в Палийском Каноне. Недвойственность в буддизме подразумевает не слияние с высшим Брахманом, а осознание того, что двойственность себя/субъекта/личности/наблюдателя/деятеля и объекта/мира является иллюзией.

#### Махаяна
В буддийском каноне Махаяны «Алмазная сутра» доступно излагает концепцию недвойственности «себя» и «существ», а «Сутра сердца» говорит о шуньяте — «пустоте» всех «форм», которая в то же время является «формой» всей «пустоты». Притча о Горящем Доме в Сутре Лотоса подразумевает, что все разговоры о Двойственности и Недвойственности, которые ведут Будды и Бодхисаттвы, всего лишь искусные средства (санскр. Упайя), предназначенные для того, чтобы привести заблуждающихся к более высокой истине. Мадхъямака является наиболее полным философским описанием; и напротив, многие лаконические утверждения приводятся в форме коанов. В Махамудре и Маха Ати можно найти глубокие идеи и практики, которые подчёркивают яркость и обширность недвойственного сознания.
Буддизм Махаяны, в частности, сочетает идеи недвойственности с уважением к двойственности (сострадание) — повседневному переживанию дуальности, которое населяют личности и остальные (разумные существа), уделяется внимание, всегда «сейчас». Этот подход сам по себе рассматривается как средство рассеяния иллюзии двойственности (то есть как путь). В Тхераваде это уважение осторожно выражается принципом «не навреди», в то время как в Ваджраяне оно смело описывается как наслаждение (особенно в тантре).

#### Дзогчен
Дзогчен является (на сегодняшний день) относительно эзотерической традицией, изучающей «естественное состояние», и подчёркивающей важность непосредственного переживания. Эта традиция является частью традиции Ньингма Тибетского буддизма, где она рассматривается как высшая из её девяти ян, или средств практики. Схожие учения также можно обнаружить в небуддийской традиции Бон. В философии Дзогчен изначальное состояние недвойственного сознания называется ригпа.
Последователь традиции Дзогчен осознаёт, что кажущийся образ вещей и пустота неразделимы. Человек должен выйти за пределы двойственного мышления, чтобы воспринимать подлинную природу своего чистого разума. Эта первичная природа является чистым светом, непроизводным и неизменяющимся, свободным от всякой скверны. Обычный человеческий разум поглощён концепциями дуальности, но чистый разум не подвержен заблуждению. С помощью медитации последователь Дзогчен на собственном опыте узнаёт, что мысли не реальны. Умственные явления возникают в разуме и исчезают, но с фундаментальной точки зрения они пусты. Разум не может существовать в постоянно изменяющихся внешних явлениях, и в результате тщательного наблюдения можно осознать, что разум — это пустота. Все концепции дуальности растворяются в этом понимании.

#### Дзэн
Дзэн является традицией недвойственности. Дзэн можно считать религией, философией или просто практикой в зависимости от точки зрения. Его также можно назвать стилем жизни, работы, формой искусства. Последователи дзэн не считают такие ярлыки полезными, называя их «пальцем, указывающим на луну». Тозан, один из основателей направления дзэн Сото в Китае, создал учение, известное как «Пять порядков реального и идеального», которое указывает на необходимость избегать поглощения разделением на Абсолютное и Относительное / Сансару и Нирвану и описывает шаги дальнейшего перехода к полному осознанию Абсолюта в любой деятельности.

### Кашмирский шиваизм
Кашмирский шиваизм — недвойственная линия шиваизма. Для кашмирских шиваитов единственной реальностью является сознание, в котором восприятие человеком дуальности является иллюзией. Поэтому многими учёными кашмирский шиваизм характеризуется как идеалистический или фундаменталистский монизм. Основные положения кашмирского шиваизма изложены в Шива-сутре, Спанда-карике и Виджняна Бхайрава Тантре.

### Даосизм
Понятие у-вэй (кит. у — не, вэй — делание) даосизма переводится по-разному (напр. недействие, недеяние, отсутствие суеты) и имеет разные интерпретации для разграничения этого понятия и пассивности. С точки зрения недвойственности, оно относится к деятельности, которая не подразумевает наличия «я». Концепция инь и ян, которую часто ошибочно принимают за символ дуализма, на самом деле выражает понятие о том, что кажущееся противоположности на самом деле являются взаимодополняющими частями единого целого.

### Христианство
Некоторые современные, мистические формы христианства могут быть совершенно недвойственными, например, помимо прочего, учение Мейстера Экхарта. 
Христианская наука также может рассматриваться как учение о недвойственности. В словаре терминов, написанном её основателем Мэри Бейкер-Эдди, материя определена как иллюзия, а в определении отдельной личности она пишет: «Есть только одно Я, или Мы, только один божественный Закон, или Разум, который правит всем существующим».

### Гностицизм
С самого начала гностицизм характеризовали многие случаи двойственности и дуализма, в том числе доктрина отдельного Бога и дуализм манихейства. В результате обнаружения библиотеки апокрифических текстов Наг-Хаммади в 1945 г. некоторые стали полагать, что учение Иисуса могло соответствовать концепции недвойственности. Однако везде, где исследователи видели признаки недвойственности, Иисус описывал лишь ситуацию в материальном и относительном бытии — нашем мире.
В частности, Евангелие от Филиппа говорит:

Свет и тьма, жизнь и смерть, правое и левое — братья друг другу. Их нельзя отделить друг от друга. Поэтому и хорошие — не хороши, и плохие — не плохи, и жизнь — не жизнь, и смерть не смерть. Поэтому каждый распадётся до своей первоначальной основы. Но те, кто выше мира, — не подвержены распаду, вечные.
Таким образом, Иисус ещё раз выражает своё именно дуальное мировоззрение и подчеркивает несовершенную, смешанную суть нашего мира. Предрекает его распад и уничтожение. И напротив, «тем, кто выше» смешанного мира, обещает вечность.

### Сикхизм
Сикхизм — монотеистическая религия с мировоззрением недвойственности. Первичной причиной страдания в сикхизме считается эго (пендж. аханкар), иллюзия отождествления себя с индивидуумом, отдельным от окружающего. От «эго» берут начало желания, гордость, эмоциональные привязанности, гнев, похоть и т. д., что ставит человека на путь разрушения. Согласно сикхизму истинная природа человека — Божья природа, и всё происходит от Бога. Целью сикха является победа над эго и осознание истинной природы своего я, единого с Богом.

### Суфизм
Суфизм (араб. تصوف‎ — «тасаввуф», что значит «мистицизм») часто считается мистической традицией ислама. Существует несколько суфийских орденов, которые следуют учениям определённых духовных наставников, но всех суфиев связывает концепция уничтожения эго (устранение дихотомии субъект/объект между человечеством и божеством) посредством различных религиозных упражнений и упорным, постоянно растущим стремлением к единству с божественным. Реза Аслан пишет: «Цель — создать неразделимый союз между индивидуумом и Божеством».
Центральная доктрина суфизма, которую иногда называют «вахдат ал-вуджуд» (Единство бытия), является суфийским пониманием таухида (единства Бога; абсолютного монотеизма). В очень простом изложении: для суфиев Таухид подразумевает, что все явления выражают единую реальность, или Вуждуд (бытие), которое в действительности является Аль-Хак (Истиной, Богом). Сущность Бытия/Истины/Бога лишена какой-либо формы или качества, и следовательно, непроявлена, но всё же неотделима от каждой формы и каждого явления, материального или духовного. Часто это понимается таким образом, что каждое явление есть аспект истины, но в то же время будет неверно считать его действительно существующим. Главная цель всех суфиев — отпустить все понятия дуализма (в том числе и о своём отдельном я) и осознать божественное единство, которое и считается истиной.
Джалаладдин Руми (1207—1273), высочайший суфийский наставник и поэт, писал, что то, что люди воспринимают как дуальность, на самом деле является вуалью, скрывающей реальность Единства бытия. «Все желания, предпочтения, привязанности и нежные чувства, которые люди питают к самым разным вещам», пишет он, являются вуалью. Он продолжает: «Когда человек выходит за пределы этого мира и видит Господа (Бога) без этой „вуали“, тогда он понимает, что все эти вещи были „вуалями“ и „покровами“, и что на самом деле он искал Единого». Вуали, или дуализм, тем не менее существуют для определённой цели, утверждает Руми. Если бы Бог, как божественная единая сущность всего бытия, явственно предстал бы перед нами, мы не смогли бы этого выдержать и тотчас перестали бы существовать как индивидуумы.